# 512e régiment du train
Pour les articles homonymes, voir 512e régiment.
Le 512e régiment du train est un régiment de l'Armée française.

## Historique

### Seconde Guerre mondiale
Le régiment est créé sous le nom de groupe de transport no 512 de l'AEF. Celui-ci est mis sur pied à Batna le 16 septembre 1944 à partir du bataillon d'artillerie no 13 (constitué avec des tirailleurs camerounais). Envoyé à Marseille (base Delta), il rejoint ensuite le détachement d'armée de l'Atlantique à la pointe de Grave. Il est dissous en janvier 1946.

## Étendard
L'étendard du régiment porte les inscriptions :
- Espagne 1943-1944
- Espagne 1944-1945
- AFN 1952-1962

## Personnalités ayant servi au sein du régiment
- Jean-Yves Le Drian
- Alain Prost[réf. nécessaire]
- Georges Philippot